# Ateloglossa trivittata
Ateloglossa trivittata là một loài ruồi trong họ Tachinidae.